# Zmarzły Staw Gąsienicowy
Zmarzły Staw Gąsienicowy lub po prostu Zmarzły Staw, czasami nazywany także Zmarzłym Stawem pod Zawratem – niewielkie jeziorko położone na wysokości 1788 m n.p.m.we wschodniej części Doliny Gąsienicowej, w kotle skalnym pod ścianą Małego Koziego Wierchu, u wylotu Dolinki Koziej w Tatrach Wysokich. Należy do grupy Gąsienicowych Stawów.

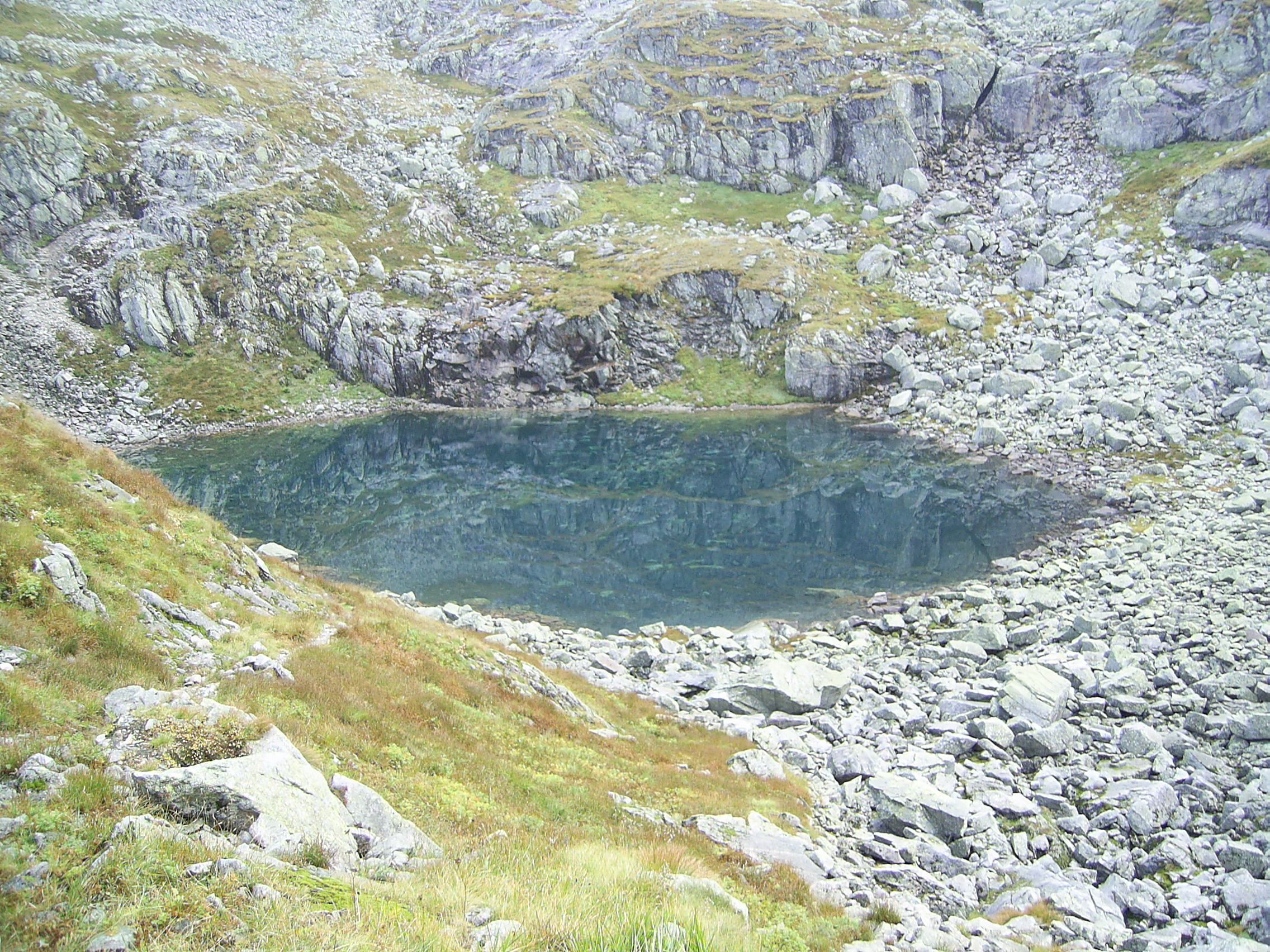
Zmarzły Staw

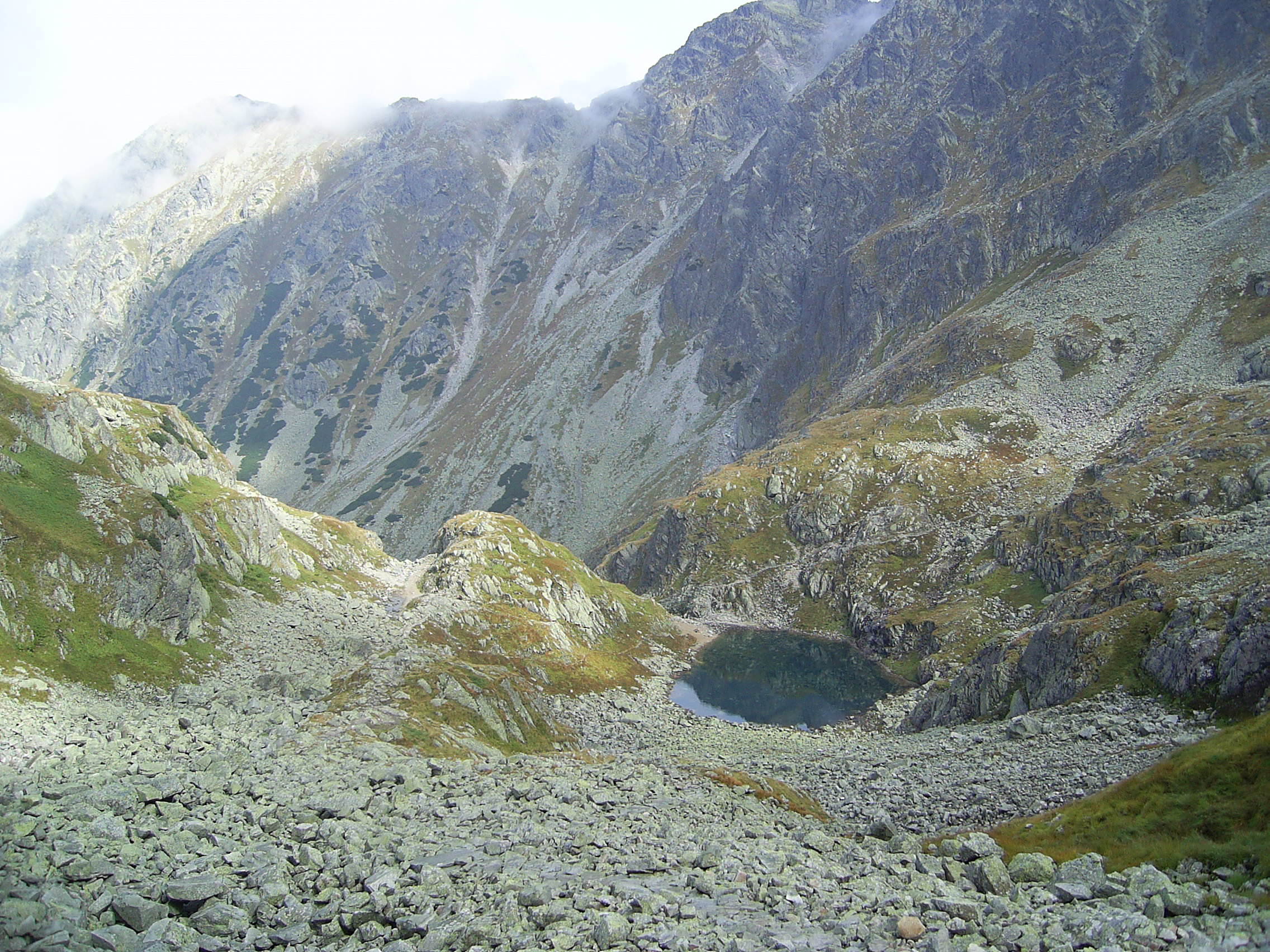
Zmarzły Staw ze szlaku na Zawrat, u góry Żółta Turnia

Powierzchnia jeziora wynosi 0,28 ha (długość 77 m, szerokość 50 m), głębokość – 3,7 m. Zamarznięte jest przez większą część roku, roztapia się zwykle w czerwcu – lipcu, a zamarza we wrześniu – październiku. W okresie zimowym zamarza do dna. Wody jeziorka spływają niewielkim potokiem do położonego niżej Czarnego Stawu.
O stawku Michał Bałucki pisał w 1865 r.: „Jest to może najdziksza ustroń w Tatrach – wszelkie życie tu ustało i zamarło”. Jeziorko było tematem obrazów Wojciecha Gersona i Stanisława Witkiewicza, pisali o nim poeci: Franciszek Henryk Nowicki i Felicjan Faleński. Powyżej Zmarzłego Stawu, w pobliżu szlaku na Kozią Przełęcz, znajduje się niewielkie źródełko i kilka koleb. W 1880 r. Towarzystwo Tatrzańskie poszerzyło jedną z nich, tak by mogła pełnić rolę tymczasowego schronu dla turystów.
W okolicy stawu rośnie saussurea wielkogłowa, a na skalnych półkach Koziego Wierchu nad stawem kilka grup turzycy tęgiej – rzadkich roślin, w Polsce występujących na niewielu stanowiskach.
 z rozdroża szlaków powyżej Czarnego Stawu na Kozią Przełęcz. Czas przejścia: 1 h, ↓ 50 min.